# Herler Wacken
Die Herler Wacken sind ein quarzitischer Felsenzug nördlich von Herl im Landkreis Trier-Saarburg, Rheinland-Pfalz.
Die Länge des Naturdenkmales beträgt etwa 500 Meter, die Höhe einzelner Felsen bis zu 20 Meter.
Leichte oder schwere Kletterpartien sind möglich.
Um den Felsenzug zu umwandern, benötigt man etwa eine halbe Stunde.
Das Gebiet liegt auf einer Höhe von etwa 410 bis 460 Meter über NN. 
Die Herler Wacken liegen an der sogenannten Traumschleife Schiefer-Wackenweg Ruwer des Saar-Hunsrück-Steiges.

## Bilder

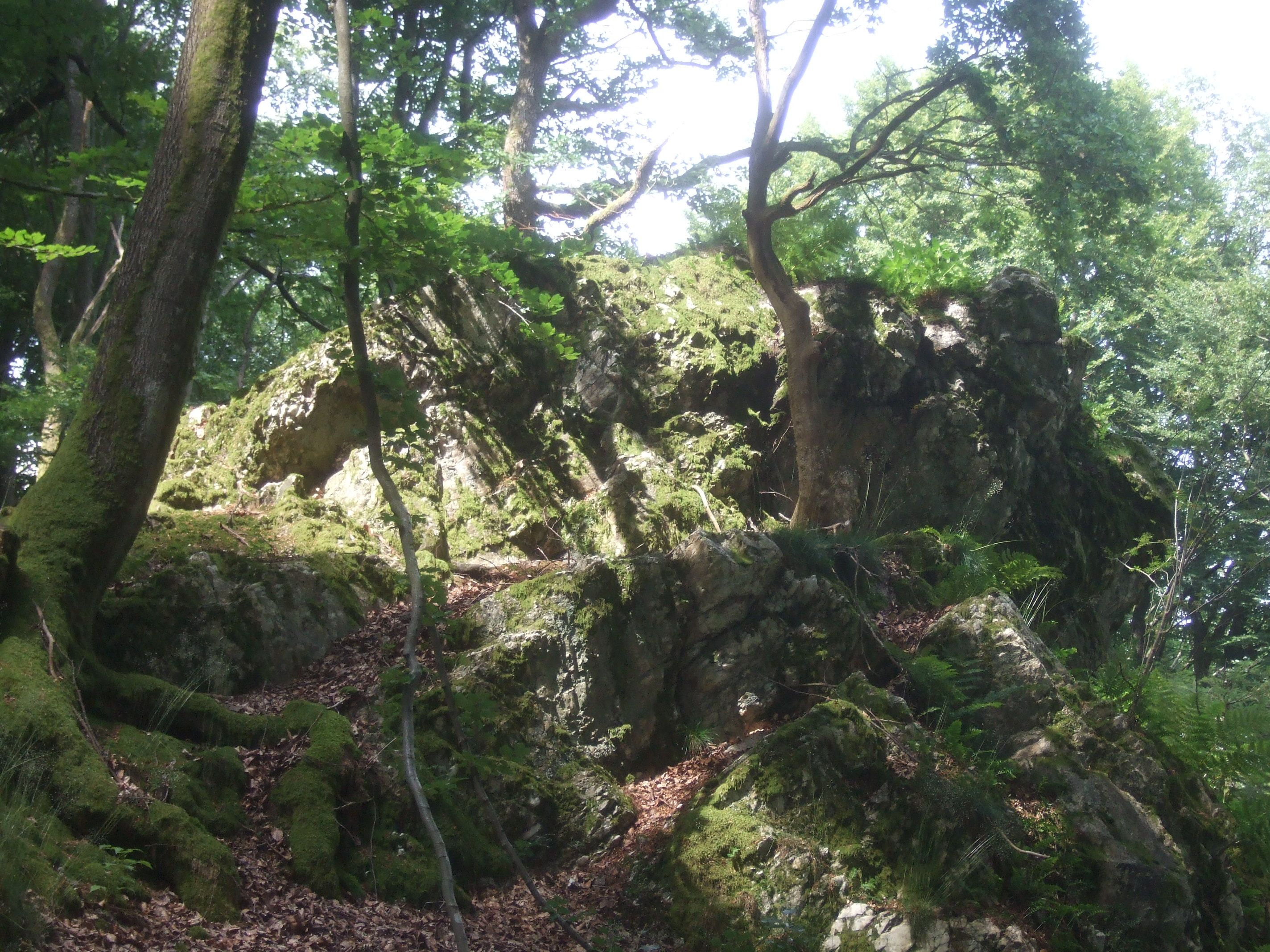
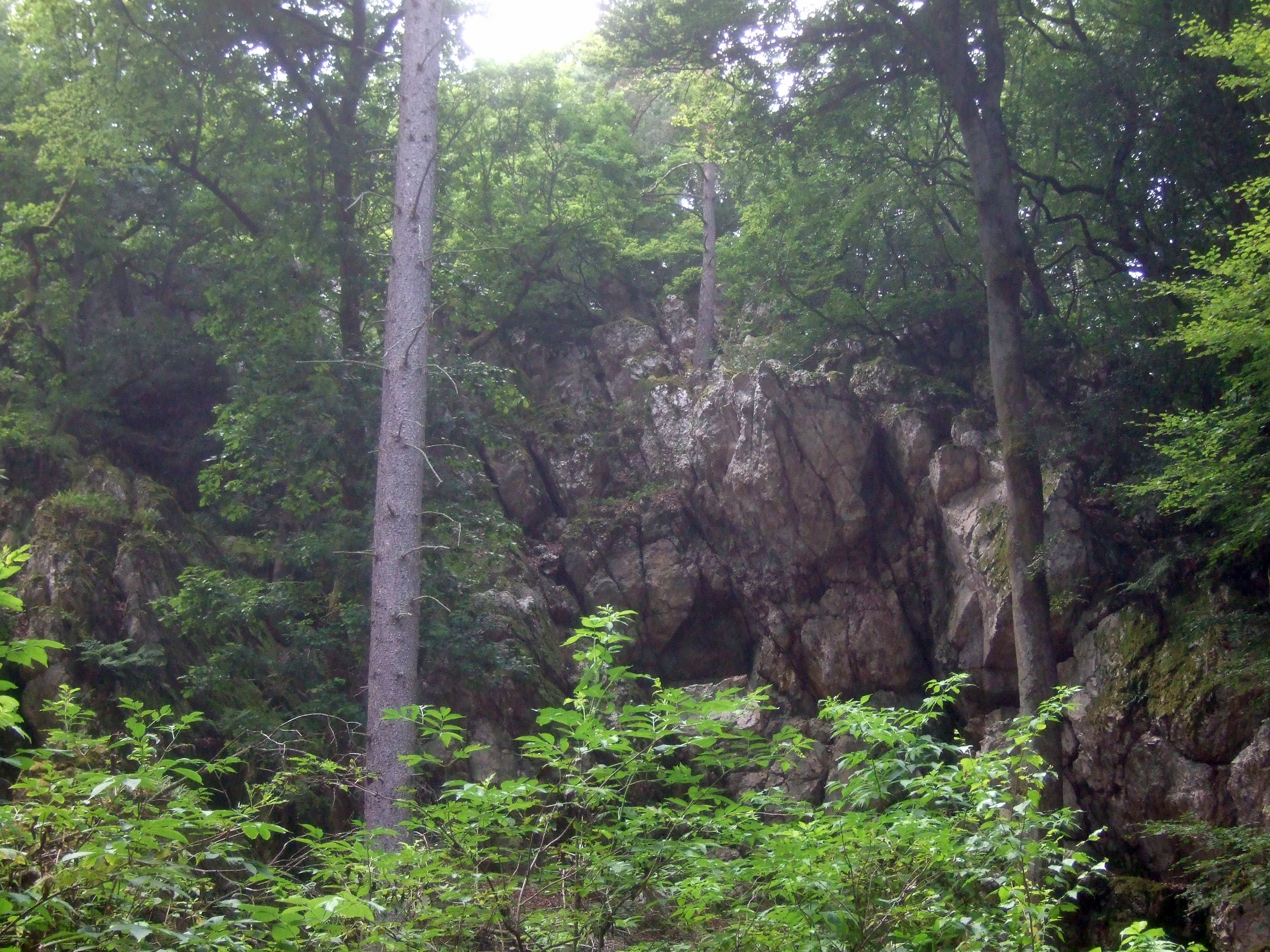